# Еле
Еле (фр. Esley) насеље је и општина у североисточној Француској у региону Лорена, у департману Вогези која припада префектури Епинал.
По подацима из 2011. године у општини је живело 169 становника, а густина насељености је износила 15,36 становника/km². Општина се простире на површини од 11 km². Налази се на средњој надморској висини од 337 метара (максималној 421 m, а минималној 314 m).

## Демографија
| 1962. | 1968. | 1975. | 1982. | 1990. | 1999. | 2011. |
| ----- | ----- | ----- | ----- | ----- | ----- | ----- |
| 237   | 248   | 184   | 174   | 189   | 189   | 169   |

График промене броја становника у току последњих година